# Ruta M del metro de Nova York
La Ruta M Nassau Street Local és un servei de ferrocarril metropolità subterrani del Metro de Nova York, als Estats Units d'Amèrica. El servei M opera sempre entre les estacions de Middle Village-Metropolitan Avenue i Myrtle Avenue. Els dies laborables enllaça Metropolitan Avenue amb Forest Hills-71 Avenue, sent l'únic servei de la xarxa que circula dues vegades pel mateix districte en un sol viatge. Tota la ruta és efectuada amb parades locals.
A diferència d'altres metros, cada servei no correspon a una única línia, sinó que un servei pot circular per diverses línies de ferrocarril. El servei M utilitza les següents línies:
| Ruta M del Metro de Nova York | Línia                 | <<                                 | >>                    | Vies  | Temps           |
| ----------------------------- | --------------------- | ---------------------------------- | --------------------- | ----- | --------------- |
| Ruta M del Metro de Nova York | Myrtle Avenue Line    | Middle Village-Metropolitan Avenue | Myrtle Avenue         | N/A   | sempre          |
| Ruta M del Metro de Nova York | Jamaica Line          | oest de Myrtle Avenue              | oest de Myrtle Avenue | local | dies laborables |
| Ruta M del Metro de Nova York | Williamsburg Bridge   |                                    |                       | N/A   | dies laborables |
| Ruta M del Metro de Nova York | Nassau Street Line    | Essex Street                       | Essex Street          | N/A   | dies laborables |
| Ruta M del Metro de Nova York | Chrystie St           | Essex Street                       | Broadway-Lafayette St | N/A   | dies laborables |
| Ruta M del Metro de Nova York | 6th Avenue Line       | Broadway-Lafayette St              | Rockefeller Center    | N/A   | dies laborables |
| Ruta M del Metro de Nova York | 53rd Street Tunnel    | N/A                                |                       |       | dies laborables |
| Ruta M del Metro de Nova York | Queens Boulevard Line | 5th Av-53rd St                     | Forest Hills-71st Av  | local | dies laborables |